# ایچو
ای‌چو (به ژاپنی: 永長 Eichō) نام یک عصر تاریخی ژاپنی (نِنگُو) بود. این عصر بعد از کاهو (دوره) و قبل از جوتوکو قرار داشت و از دسامبر ۱۰۹۶ تا نوامبر ۱۰۹۷ میلادی به طول انجامید. در طی این عصر امپراتور هوریکاوا، امپراتور ژاپن بود.